# Macrophiothrix michaelseni
Macrophiothrix michaelseni is een slangster uit de familie Ophiotrichidae.
De wetenschappelijke naam van de soort werd in 1907 gepubliceerd door René Koehler.